# Campeonato Mundial de Halterofilia de 1955
El XXXII Campeonato Mundial de Halterofilia se celebró en Múnich (RFA) entre el 12 y el 16 de octubre de 1955 bajo la organización de la Federación Internacional de Halterofilia (IWF) y la Federación Alemana de Halterofilia.
En el evento participaron 108 halterófilos de 25 federaciones nacionales afiliadas a la IWF.

## Medallistas
| Evento  | Oro                                | Plata                               | Bronce                            |
| ------- | ---------------------------------- | ----------------------------------- | --------------------------------- |
| 56 kg   | Vladimir Stogov URSS 335,0         | Charles Vinci Estados Unidos 317,5  | Mahmud Namyu Irán 312,5           |
| 60 kg   | Rafael Chimishkian URSS 350,0      | Ivan Udodov URSS 345,0              | Kamal Mahgub Egipto 327,5         |
| 67,5 kg | Nikolai Kostylev URSS 382,5        | Said Jalifa Guda Egipto 365,0       | Nil Tun Maung Birmania 355,0      |
| 75 kg   | Peter George Estados Unidos 405,0  | Fiodor Bogdanovski URSS 405,0       | Ingemar Franzen · Suecia · 372,5  |
| 82,5 kg | Tommy Kono Estados Unidos 435,0    | Vasili Stepanov URSS 425,0          | James George Estados Unidos 402,5 |
| 90 kg   | Arkadi Vorobiov URSS 455,0         | Clyde Emrich Estados Unidos 427,5   | Hasan Rahnavardi Irán 425,0       |
| +90 kg  | Paul Anderson Estados Unidos 512,5 | James Bradford Estados Unidos 475,0 | Eino Mäkinen · Finlandia · 422,5  |

1. 1 2 3  Fuerza (kg) + arrancada (kg) + dos tiempos (kg) = TOTAL (kg)

## Medallero
| Núm. | País           | Oro | Plata | Bronce | Total |
| ---- | -------------- | --- | ----- | ------ | ----- |
| 1    | URSS           | 4   | 3     | 0      | 7     |
| 2    | Estados Unidos | 3   | 3     | 1      | 7     |
| 3    | Egipto         | 0   | 1     | 1      | 2     |
| 4    | Irán           | 0   | 0     | 2      | 2     |
| 5    | Birmania       | 0   | 0     | 1      | 1     |
| 5    | Finlandia      | 0   | 0     | 1      | 1     |
| 5    | Suecia         | 0   | 0     | 1      | 1     |
|      | TOTAL          | 7   | 7     | 7      | 21    |